# Nelson Épée
Nelson Épée, född 20 februari 2001, är en fransk rugbyspelare. Han ingick i det franska lag som tog guld i sjumannarugby vid OS 2024 i Paris.